# Zigurat de Ur

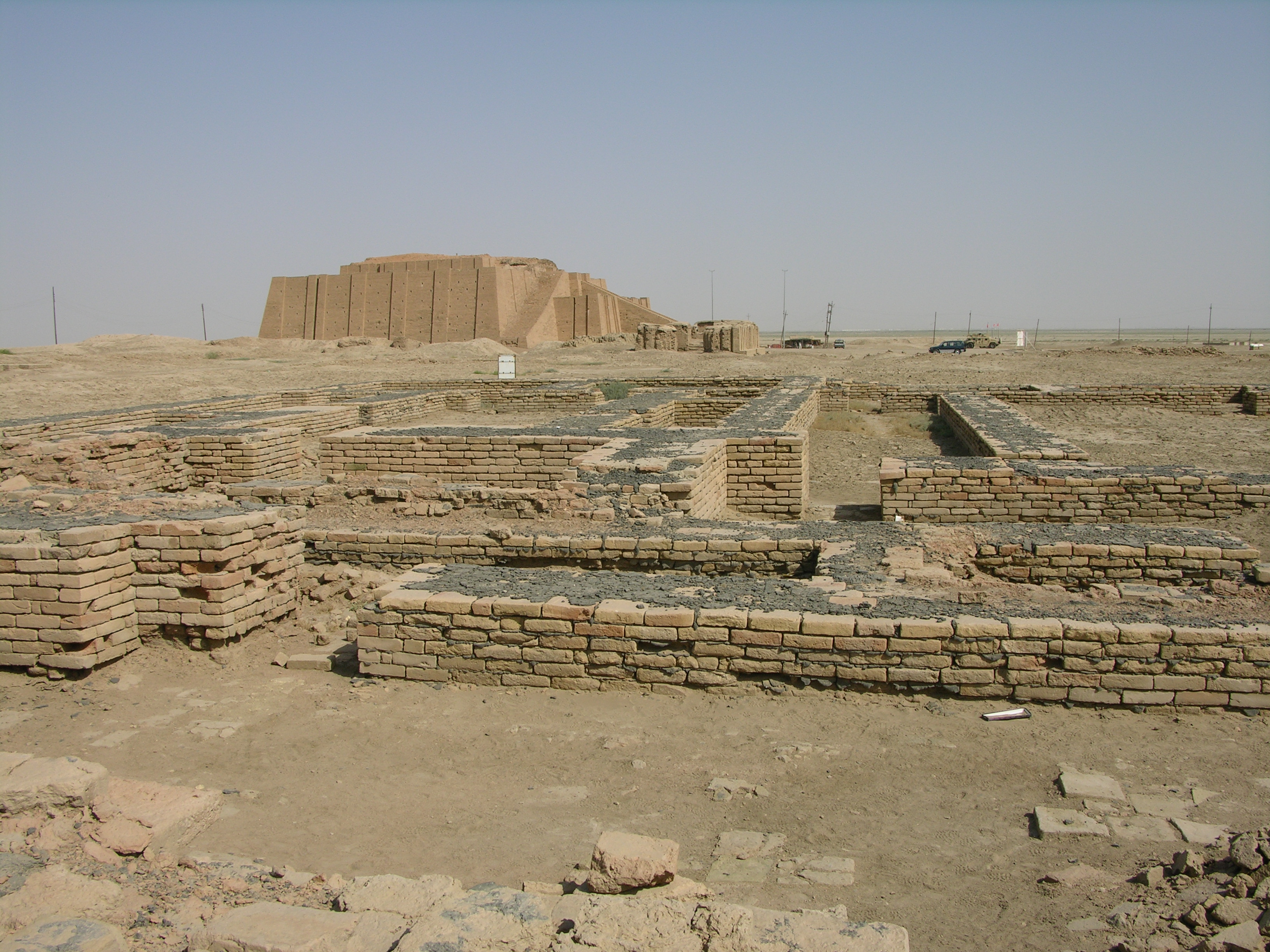
Restos de la ciudad de Ur con el Zigurat de Ur-Nammu al fondo. Restaurado en los años 1970 para atraer turistas al área de Nasiriya.

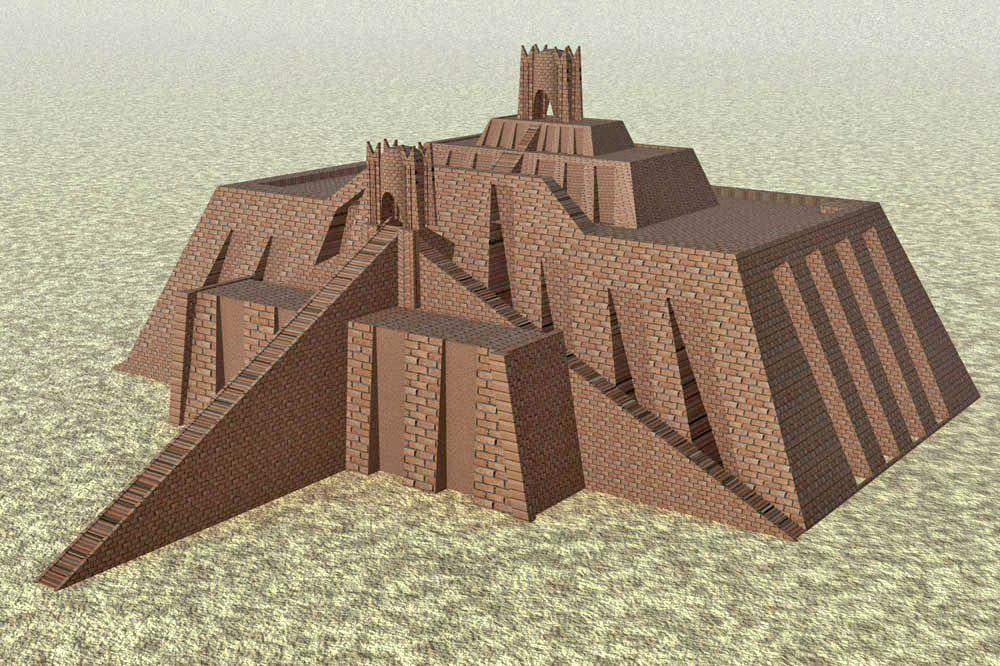
Reconstrucción en 3-D del zigurat de Ur

El zigurat de Ur (é-temen-ní-gùr-ru en sumerio, que significa 'casa de cimientos revestidos de terror') es un zigurat ubicado junto a las ruinas de la antigua ciudad sumeria de Ur, en el actual Irak. Fue levantado como lugar de culto del dios Nanna («luna», en sumerio), durante el período de El Obeid, y reconstruido en el siglo XXI a. C. por el rey Ur-Nammu. Fue destruido por los elamitas y posteriormente mandado reconstruir por el rey Nabucodonosor II de Babilonia.
En 2016 fue elegido como Patrimonio de la Humanidad Mixto por la UNESCO dentro de la candidatura de "Refugio de biodiversidad de los "ahwar" y paisaje arqueológico de las ciudades mesopotámicas del Iraq Meridional".

## Descripción
Estaba rodeado por una muralla de unos 8 metros de altura y fue parcialmente restaurado a finales de los años 1970. Tiene una planta rectangular de 64 × 45,7m y 15 metros de altura (aunque seguramente tuvo bastantes más, perdidos por la erosión y otras causas). El interior está completamente formado por ladrillos de adobe. Las paredes del exterior están hechas de ladrillos cocidos y como mortero utiliza el betún asfáltico, estando cada pared orientada hacia un punto cardinal. El acceso a las plantas superiores se realizaba a través de tres escaleras exteriores que aún se conservan.
Las ruinas se elevan 21 metros sobre el desierto sobre el que está edificado. Su planta es rectangular y llegó a tener siete terrazas, de las que la primera constituye la mayor parte de la masa, y de las que sólo se conservan las tres primeras. En la terraza superior se encontraba el santuario de la diosa. El acceso al mismo se hacía mediante estrechas escalinatas adosadas a los muros.

## Descubrimiento y conservación
Las ruinas del zigurat fueron descubiertas por William Kennett Loftus en 1850. Las primeras excavaciones en el lugar se llevaron a cabo por John George Taylor en los próximos años, reconociendo el yacimiento como la ciudad de Ur. Tras la Primera Guerra Mundial, se realizaron nuevas excavaciones realizadas por Reginald Campbell  y Henry Hall. Las mayores excavaciones se efectuaron entre los años 1922 y 1934 bajo el mando de sir Leonard Woolley en un encargo de la Universidad de Pensilvania y el Museo Británico.
A pesar de sus 4000 años de antigüedad y del material empleado en su construcción, se encuentra en bastante buen estado de conservación y fue parcialmente restaurado. La fachada del nivel más bajo y la escalera monumental fueron reconstruidas bajo el gobierno de Saddam Hussein.
El zigurat fue dañado por las potencias occidentales aliadas durante la primera guerra del Golfo en 1991, por armas de fuego y el paso de vehículos, y la estructura se movió debido a la explosiones. Todavía pueden observarse cuatro huecos de bomba en los alrededores e impactos de metralla en el monumento.

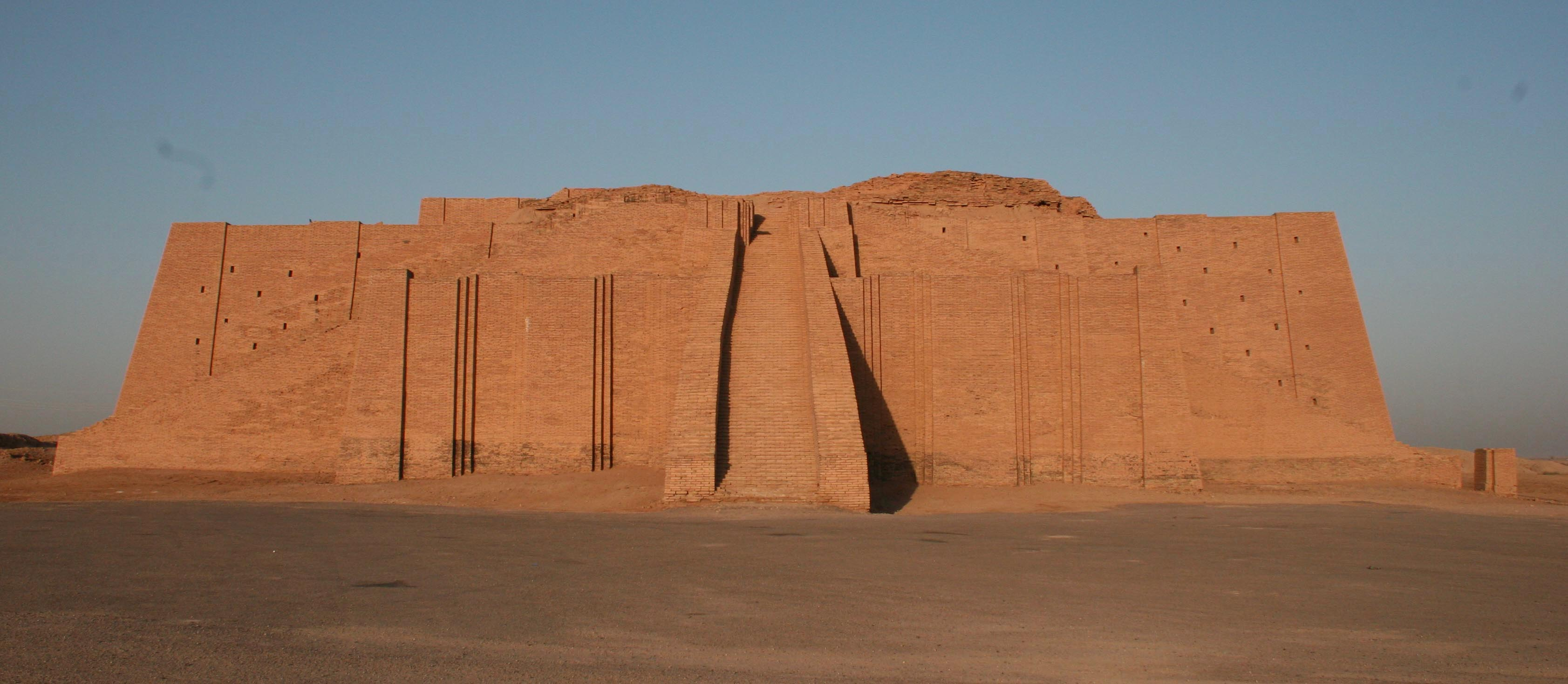
Vista panorámica del zigurat de Ur